# Aillas
Aillas ist eine Gemeinde mit 804 Einwohnern (Stand 1. Januar 2022) im Haute-Lande-Girondine, einem Hochland im Département Gironde in Südwestfrankreich. Im örtlichen Dialekt der Gascogne, dem Gascon, wird die Gemeinde Alhars genannt. Die Bewohner werden als Aillassais bezeichnet. Die Stadt Bordeaux liegt 64 Kilometer nordwestlich, der Kantonshauptort Auros sieben Kilometer nordwestlich von Aillas.

## Geschichte
Der lateinische Name lautete „Aliaceus“ oder „Alliaceus“. Später ist die Siedlung als „Alius“ und im 13. Jahrhundert als „Ailas“ erwähnt. Unter den Westgoten war Waillas, wie Aillas damals hieß, ein zentraler Ort mit traditionellem Markt.
1851 war Aillas daran beteiligt, die neue Gemeinde Sigalens zu bilden.

### Bevölkerungsentwicklung
| 1962 | 1968 | 1975 | 1982 | 1990 | 1999 | 2006 | 2017 |
| ---- | ---- | ---- | ---- | ---- | ---- | ---- | ---- |
| 1049 | 939  | 790  | 690  | 656  | 672  | 724  | 822  |

## Sehenswürdigkeiten
- Die romanische Kirche Notre-Dame (Monument historique) aus dem 12. Jahrhundert gehörte dem Templerorden.
- Burgruine (Monument historique)
- Das Schloss, Château des Péricots genannt, aus dem 17. Jahrhundert steht im Vallée de la Bassanne.

Siehe auch: Liste der Monuments historiques in Aillas

## Verkehr
Die D9 durchquert Aillas von Nord nach Süd. Im Südwesten wird Aillas von der Autoroute A62 tangiert. Der nächste Bahnhof an der Strecke Bordeaux-Sète der SNCF befindet sich 14 Kilometer von Aillas in La Réole.